# BMW i Vision Dee
BMW i Vision Dee — электромобиль, выпускаемый компанией BMW с 4 января 2023 года. Впервые был представлен на выставке Consumer Electronics Show.
По словам Оливера Ципсе, генерального директора BMW Group, автомобиль «демонстрирует возможности, которые открывает сочетание аппаратного и программного обеспечения». Это позволяет использовать цифровой потенциал. Вдохновением для дизайна по словам генерального директора послужила старая шахматная доска 1967 года.
Центральным органом управления является слайдер смешанной реальности, который трансформирует ветровое стекло в портал цифровых впечатлений периодически. Сенсорные датчики по технологии Shy-Tech позволяют владельцу автомобиля устанавливать уровни цифрового контента. По габаритам модель близка к BMW 3.
Для «общения» с водителем в автомобиль встроен голосовой ассистент. Он выражает эмоции не только голосом, но и светотехникой. Вместо сенсорных экранов присутствует проекционный дисплей на лобовом стекле. Также автомобиль меняет цвет.
С 2025 года планируется серийное производство седана.